# Paul Montel
Paul Montel, voluit Paul Antoine Aristide Montel, Nice 29 april 1876 - Parijs 22 januari 1975, was een wiskundige uit Frankrijk. Hij werkte voornamelijk op het gebied van de holomorfe functies, dus in de complexe functietheorie. De stelling van Montel en de Montel-ruimte zijn naar hem genoemd.
Montel was op de Sorbonne een leerling van Henri Lebesgue en Émile Borel. Onder zijn studenten waren Henri Cartan en Jean Dieudonné.

## Websites
- MacTutor. Paul Antoine Aristide Montel.